# 모치즈키 헨리 히로키
모치즈키 헨리 히로키(일본어: 望月 ヘンリー 海輝, 2001년 9월 20일~)는 일본의 축구 선수이다.

## 구단 경력
그는 2024년 J1리그의 FC 마치다 젤비아에 입단했다.

## 국가대표팀 경력
그는 2025년 EAFF E-1 풋볼 챔피언십에 참가할 일본 국가대표팀에 발탁되었으며, 7월 8일 홍콩와의 경기에서 데뷔했다. 대회 우승에 기여했다.